# Maurine Mercier
Maurine Mercier, née à Lausanne en 1981, est une journaliste suisse et canadienne. Elle a remporté de nombreux prix nationaux et internationaux, notamment pour ses reportages en zones de conflit en Libye et en Ukraine. Installée aujourd’hui à Kiev après 6 ans passés en Afrique du Nord (2016-2022), elle préfère le qualificatif de « reporter sur terre » plutôt que « reporter de guerre ». 
Elle reçoit le premier prix du Swiss Press Award en avril 2023. En octobre de la même année, elle remporte le prix Bayeux Calvados-Normandie pour la deuxième année consécutive. Maurine Mercier est connue pour sa « couverture humaine et sans fard de la guerre en Ukraine », mais elle a aussi été primée pour son travail en Libye où elle couvre notamment les derniers moments de l’État Islamique à Syrte, les tentatives de prises de Tripoli par le Maréchal Haftar et le sauvetage en Méditerranée des migrants qui fuient la Libye.

## Biographie
Maurine Mercier naît à Lausanne d'une infirmière québécoise travaillant à l'hôpital cantonal du CHUV et d'un juriste vaudois. Elle passe son enfance à Pully, au bord du lac Léman, et ses vacances au Canada. Elle étudie les relations internationales à l'Institut de hautes études internationales et du développement de Genève et en Espagne à la faculté des sciences politiques et sociales de l'université complutense de Madrid.
Formée à La Télé Vaud-Fribourg, elle se fait connaître pour ses reportages en freelance en Tunisie, en Algérie et en Libye, où elle est correspondante sur place pour la RTS, Radio France, la RTBF et TV5 Monde entre 2016 et 2022. En 2017, elle participe à un voyage du navire de sauvetage Aquarius en Méditerranée pour un reportage. Depuis 2022, elle est correspondante permanente en Ukraine pour couvrir la guerre pour la RTS, Radio France et la RTBF.
Dans un entretien réalisé en 2022 pour Swissinfo, Maurine Mercier appelle à une plus grande présence féminine dans le métier de journaliste de terrain et refuse de se considérer comme une reporter de guerre car ce terme renvoie, selon elle, à des stéréotypes. Elle dénonce les différences de couvertures médiatiques de certaines guerres et se dit sensible aux conflits oubliés qu'elle appelle « les trous noirs » de l’actualité. Elle pratique les interviews en profondeur et sur la longueur car celles-ci lui permettent de mettre en contexte un événement et de comprendre ce qui se passe dans un pays.

## Approche journalistique
« Reporter de gens » résume l’hebdomadaire suisse Le Matin Dimanche, « reporter antiguerre » selon Le Temps, journal de référence suisse de langue française, ou encore « reporter sur terre » pour le site d’information en ligne Swissinfo, Maurine Mercier porte son intérêt avant tout sur les gens, les destins, pris dans les tourmentes de l’histoire, avec le besoin de se confronter au réel. 
Jean-Philippe Ceppi, producteur de l’émission de documentaires et d’enquêtes Temps Présent sur la Radio Télévision Suisse (RTS) résume l’approche humaniste du journalisme de Maurine Mercier lors du laudatio prononcé lors de la présentation du Prix Jean Dumur 2022 : « Chaleureuse et grave dans le ton, rigoureuse et précise dans l’écriture, la lauréate nourrit son travail d’une empathie sincère avec les victimes, sans jamais se départir d’une impeccable indépendance journalistique. Son style, sa marque de fabrique, c’est la restitution des émotions humaines dans toute leur vérité brute, accolée à la vérification des faits, dans la plus grande exactitude possible, sur un terrain d’une immense complexité ».

## Distinctions
- 2014 : Swiss Press Audio Award pour le reportage radio Dans la peau des mécanos. Quand trop, c’est trop![14]
- 2018 : Swiss Press Audio Award pour le reportage radio The Nightmare Endured by Women Migrants[14]
- 2022 :
  - Prix Jean Dumur[13]
  - Prix des Médias Francophones Publics[15]
  - Prix Bayeux Calvados-Normandie des correspondants de guerre pour le reportage radio Guerre en Ukraine : une mère et sa fille racontent deux semaines de viols et de terreur à Boutcha[16]
- 2023 :
  - Prix Bayeux Calvados-Normandie des correspondants de guerre pour le reportage radio La double peine d’une mère victime de viols à Boutcha[17]
  - Swiss Press Audio Award pour le reportage radio Boutcha, une mère et sa fille témoignent des viols[14]
  - Swiss Press Journalist of the Year Award[14]
- 2024
  - Prix du Journalisme radio 2024 des Médias francophones publics, pour une de ses « notes vocales » envoyée de Kharkiv sous les bombes en mai 2024[18]

## Publications
- Retour au foyer : pourquoi les femmes tombent dans le piège. Hebdo : le magazine suisse d'information, 2006
- L’Ukraine, c’est une boucherie dégueulasse : une reporter suisse raconte. Watson, 2022
- Ukraine : au plus près de la guerre. Magazine Amnesty, 2023
- Reportrices de guerre. Entretiens croisés avec Sophie Nivelle-Cardinale et Maurine Mercier. Tracés. Revue de Sciences humaines, 2023